# Takahiro Kimura
Takahiro Kimura (jap. 木村 孝洋 Kimura Takahiro; ur. 4 kwietnia 1957) – japoński piłkarz występujący na pozycji pomocnika.

## Kariera piłkarska
Od 1983 do 1988 roku występował w klubie Mazda.

## Kariera trenerska
Po zakończeniu piłkarskiej kariery pracował jako trener w Sanfrecce Hiroszima i FC Gifu.